# NGC 276
NGC 276 est une vaste et lointaine galaxie spirale intermédiaire située dans la constellation de la Baleine. NGC 276 a été découverte par le l'astronome américain Frank Müller en 1886. Elle a aussi été observée par l'astronome américain DeLisle Stewart le 3 novembre 1898 et incluse dans le catalogue IC sous la cote IC 1591.

## Caractéristiques
Sa vitesse par rapport au fond diffus cosmologique est de  13 746 ± 49 km/s km/s, ce qui correspond à une distance de Hubble de 203 ± 14 Mpc (∼662 millions d'al).
La classe de luminosité de NGC 276 est II et c'est une galaxie du champ, c'est-à-dire qu'elle n'appartient pas à un amas ou un groupe et qu'elle est donc gravitationnellement isolée.